# Kopernik (1849)
Kopernik (paropływ nr 3) to parowy holownik wiślany Królestwa Polskiego (środkowej Wisły) o napędzie bocznokołowym.

## Dane
- armator: Spółka Żeglugi Parowej
- miejsce budowy: Warsztaty Mechaniczne Banku Polskiego na Solcu w Warszawie
- maszyna parowa
  - moc: 80 KM
  - produkcja: Stocznia Gâche`a, Nantes, Francja.

## Historia
- 1849 r. – rozpoczęcie służby
- 1871 r. – sprzedanie do Rosji.

## Literatura
- Witold Arkuszewski "Wiślane statki pasażerskie XIX i XX wieku".